# Badín
Pour les articles homonymes, voir Badin.
Badín (allemand : Scheiden, hongrois : Erdőbádony) est un village de Slovaquie situé dans la région de Banská Bystrica.

## Histoire
Première mention écrite du village en 1232.

## Démographie

### Évolution de la population
| Année:               | 1994. | 2004.   | 2014.    | 2024.    |
| -------------------- | ----- | ------- | -------- | -------- |
| Nombre de personnes: | 1581  | 1694    | 1928     | 2152     |
| Différence:          |       | +7,14 % | +13,81 % | +11,61 % |

| Année:               | 2023. | 2024.   |
| -------------------- | ----- | ------- |
| Nombre de personnes: | 2127  | 2152    |
| Différence:          |       | +1,17 % |